# Косково (Костромская область)
Косково — деревня в Расловском сельском поселении Судиславского района Костромской области России.

## География
Деревня расположена на берегу реки Покша.

## История
Косково, вместе с деревнями Анисимово, Осташково, Мирское, Юрново и Слободка, входила в состав имения, центром которого было сельцо Долматово. В 1625 году за участие в обороне Москвы от поляков имение получил галичский боярский сын Ф. Ф. Головцын, который построил в Долматово свою родовую усадьбу.
Согласно Спискам населенных мест Российской империи в 1872 году деревня относилась к 2 стану Костромского уезда Костромской губернии. В ней числилось 12 дворов, проживало 36 мужчин и 31 женщина.
Согласно переписи населения 1897 года в деревне проживало 139 человек (64 мужчины и 75 женщин).
Согласно Списку населенных мест Костромской губернии в 1907 году деревня относилась к Шишкинской волости Костромского уезда Костромской губернии. По сведениям волостного правления за 1907 год в ней числилось 28 крестьянских дворов и 129 жителей. Основным занятием жителей деревни, помимо земледелия, был плотницкий промысел.
До муниципальной реформы 2010 года деревня входила в состав Долматовского сельского поселения Судиславского района.

## Население
| 1872 | 1897 | 1907 | 2008 | 2010 | 2014 |
| ---- | ---- | ---- | ---- | ---- | ---- |
| 67   | ↗139 | ↘129 | ↘15  | ↘11  | ↗13  |